# Les Aspin
Leslie (Les) Aspin jr. (Milwaukee (Wisconsin), 21 juli 1938 – Washington, 21 mei 1995) was een Amerikaans politicus van de Democratische Partij. Hij diende als minister van Defensie onder president Bill Clinton van 1993 tot 1994. Eerder was hij lid van het Huis van Afgevaardigden voor het 1e congresdistrict van Wisconsin van 1971 tot 1993.

## Biografie

### Jeugd
Leslie Aspin was geboren in Milwaukee, Wisconsin. Hij behaalde op de middelbare school Shorewood zijn diploma. Hij ging later naar de Yale-universiteit en studeerde Cum laude af in 1960. In 1962 ontving hij zijn Master of Science (doctorandus) in economie van de Universiteit van Oxford, en als Doctor of Philosophy in economie van het Massachusetts Institute of Technology in 1966.
Als militair in het leger diende hij als systeemanalist in het Pentagon onder het bewind van minister van Defensie Robert McNamara van 1966 tot 1968. Voor zijn verkiezing tot lid van het Huis van Afgevaardigden, was Aspin actief in de lokale politiek van Wisconsin en doceerde als hoogleraar Economie aan de Marquette University.

### Huis van Afgevaardigden
Aspin werd in 1970 als Democraat gekozen als lid van het Huis van Afgevaardigden voor het 1e congresdistrict van Wisconsin door te winnen van de Republikeinse kandidaat, de zittende afgevaardigde Henry Schadeberg.
Tijdens zijn vroege jaren in het Congres, gaf hij vaak persmededelingen uit waarin hij zijn kritiek op de tekortkomingen bij de strijdkrachten uitte. In 1973 kritiseerde hij de Luchtmacht voor het bedenken van een plan om 200 beagle-puppy's te kopen, en op deze honden giftige gassen te testen.

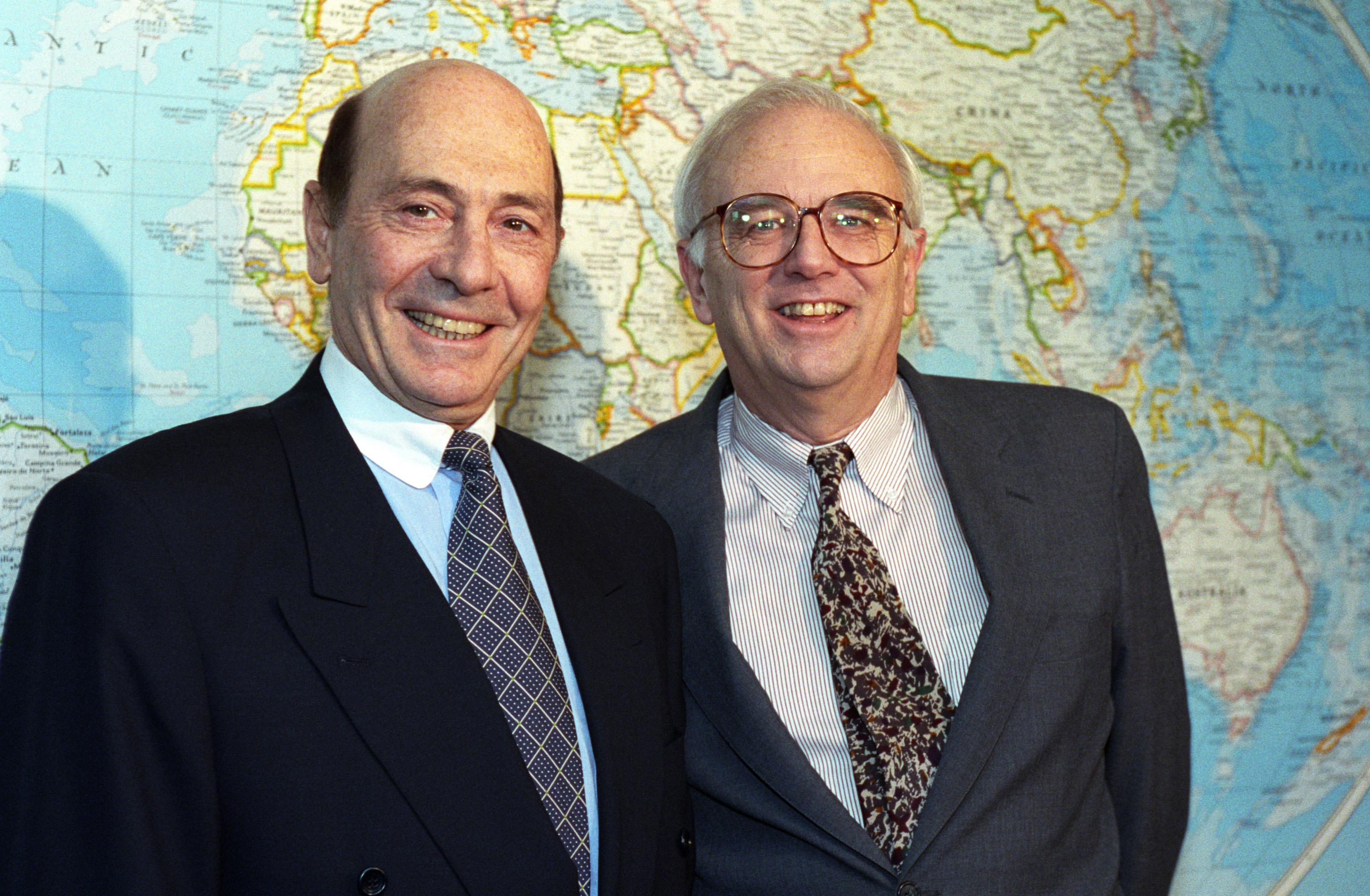
Les Aspin samen met toenmalig Secretaris-generaal van de NAVO Manfred Wörner op 2 maart 1993.

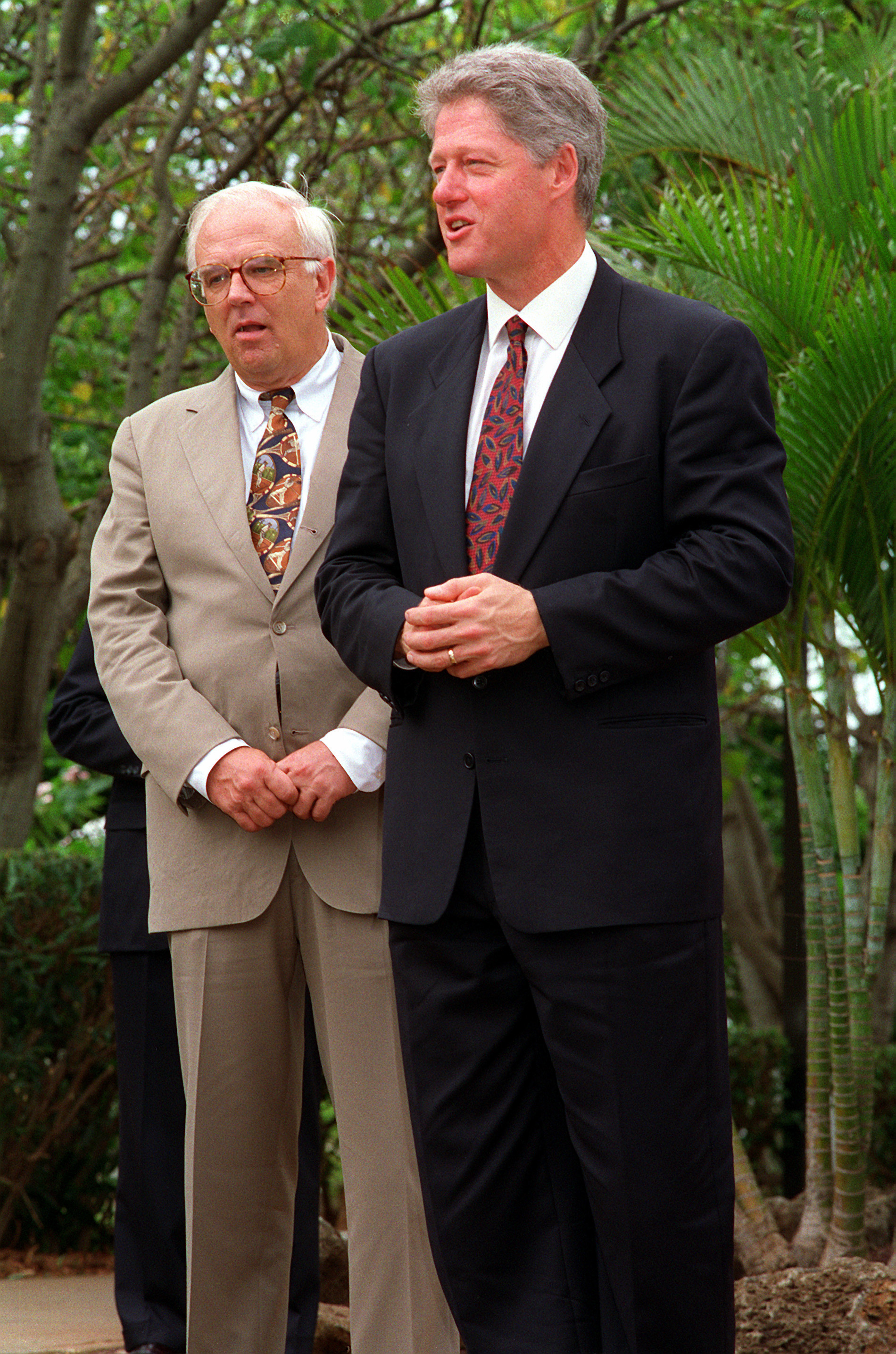
Les Aspin en toenmalig president Bill Clinton op 11 juli 1993.

In 1985 werd Aspin voorzitter van het Comité der Strijdkrachten, hij werd erkend als een belangrijk expert. Zijn voorzitterschap veroorzaakte controverse onder sommige Democraten in het Huis van Afgevaardigden omdat hij in het bijzonder de regering-Reagan steunde; hoewel hij tijdelijk werd verwijderd van het voorzitterschap werd hij in 1987 door zijn Democratische collegae in ere hersteld en hernam zijn positie. Hij brak opnieuw met vele Democraten in januari van 1991 toen hij een document ondersteunde dat de regering-Bush uitgaf; die de bedoeling had om militaire kracht te gebruiken om de Irakezen uit Koeweit te drijven. De nauwkeurigheid van zijn voorspelling dat de Verenigde Staten een snelle militaire overwinning met lichte slachtoffers konden winnen versterkte zijn reputatie toe als militaire deskundige.

### Minister van Defensie
Aspin diende als defensie-adviseur voor Bill Clinton tijdens zijn presidentiële campagne van 1992. Gezien Clintons gebrek aan militaire ervaring, leek de benoeming van een prominente defensiedeskundige om het Pentagon te leiden wenselijk. Hoewel uitgebreid ondervraagd, verkreeg Aspin gemakkelijk goedkeuring in de Senaat voor zijn benoeming.
Kort nadat hij werd beëdigd, wees Aspin op gevaren die samen met het eind van de Koude Oorlog opdoken: de onzekerheid of de hervorming in de vroegere Sovjet-Unie kon slagen; de toegenomen mogelijkheden dat terroristen of terroristenstaten atoomwapens konden verwerven; de waarschijnlijke proliferatie van regionale conflicten; en het nalaten om adequaat het effect van de staat van de binnenlandse economie op de nationale veiligheidsbelangen van de Verenigde Staten in te schatten. Al deze elementen, en het einde van de koude oorlog, wezen op een periode van potentieel diepgaande wijziging voor het Pentagon. De keuze voor Aspin leek evident om deze verandering te beheren.
Aspin ondervond moeilijkheden bij het begin. Door een ernstige hartkwaal belandde hij in het ziekenhuis gedurende een aantal dagen in februari van 1993, na amper een maand in functie. Een maand later was hij terug in het ziekenhuis voor de implantatie van een pacemaker. Ondanks zijn gezondheid moest hij moest hij zich direct belasten met de zeer geladen kwestie van homoseksuelen in het leger, een controverse overgebleven uit ambtstermijn van zijn voorganger Dick Cheney. Dat was een issue geworden in de 1992-campagne, toen Clinton beloofd had om discriminatie van homoseksuelen te beëindigen. Tijdens zijn hoorzittingen had Aspin aangegeven dat hij snel actie wou nemen. Hij had een plan om met president Clinton de zaak met het Congres en de Joint Chiefs of Staff te bespreken en presenteerde een tijdschema om de kwestie snel op te lossen. Dit plan leidde echter tot grootschalige protesten van alle kanten over de kwestie.
De controverse leidde zowel voor Clinton als voor Aspin tot een politieke onstabiele periode en sleepte aan tot december 1993, toen, na vele maanden van dubbelzinnigheid, verwarring, en nog veel meer controverse, Aspin eindelijk een nieuwe regelgeving bedacht, dat bekend zou staan als het als het don't ask, don't tell beleid, ten aanzien van homoseksueel gedrag in de krijgsmacht: Kandidaten voor de diensten zouden niet worden gevraagd naar hun seksuele geaardheid, en homoseksuele gerichtheid zou niemand meer mogen uitsluiten van dienst, militair personeel zou worden beoordeeld op geschiktheid voor hun kwaliteit en niet seksuele geaardheid, uitzondering zou zijn als een persoon verklaringen zou maken dat hij homoseksuele handelingen met iemand van hetzelfde geslacht zou hebben begaan. Dit compromisbeleid, bereikt na een periode van pijnlijke verdeeldheid en publiek debat, beëindigde niet de controverse die nog jaren zou aanslepen.
Ook op de sociale kant, had Aspin te maken gehad met de vraag van vrouwen in de krijgsmacht tijdens oorlogstijd, In april van 1993 kondigde hij een herziene beleid ten aanzien van de toewijzing van vrouwen in de strijdkrachten: De diensten waren om vrouwen in staat stellen mee doen naar opdrachten in gevechtsvliegtuigen, en de United States Navy moest extra schepen open te stellen voor vrouwen, en het Leger en de United States Marine Corps om te zoeken naar kansen voor vrouwen om te dienen in onderdelen zoals veldartillerie en luchtverdediging. Ondertussen werd Sheila Widnall de eerste vrouw die diende als minister van de Luchtmacht.
Ondanks een goede start kreeg Aspin meer en meer kritiek van het Amerikaans Congres en op 15 december 1993 maakte president Clinton bekend dat Aspi zijn ontslag had ingediend. Dit verzoek werd ingewilligd op 3 februari 1994 toen de onderminister van Defensie William Perry werd benoemd tot minister van Defensie.

### Persoonlijk
Met een reputatie van hartproblemen, in februari van 1993 kreeg hij een pacemaker maar de problemen verslechterde, op 21 mei 1995 stierf de toen 56-jarige Aspin aan de gevolgen van een beroerte. Hij werd begraven in Brookfield in zijn thuis staat Wisconsin.
- Gemeinsame Normdatei: 128794518
- International Standard Name Identifier: 0000 0000 8205 2576
- Library of Congress Control Number: n80123413
- Mathematics Genealogy Project: 206923
- National Archives and Records Administration: 10568022
- Nationale Bibliotheek van Tsjechië: vse2013751539
- Nationale Bibliotheek van Israël: 987007277106705171
- Nederlandse Thesaurus van Auteursnamen: 085026697
- SNAC: w6ms59bf
- Système universitaire de documentation: 08429471X
- Biographical Directory of the United States Congress: A000224
- Virtual International Authority File: 20744850
- WorldCat: E39PBJwhCyRCCFbXMvKgbWM9Dq